# Basse-Meuse

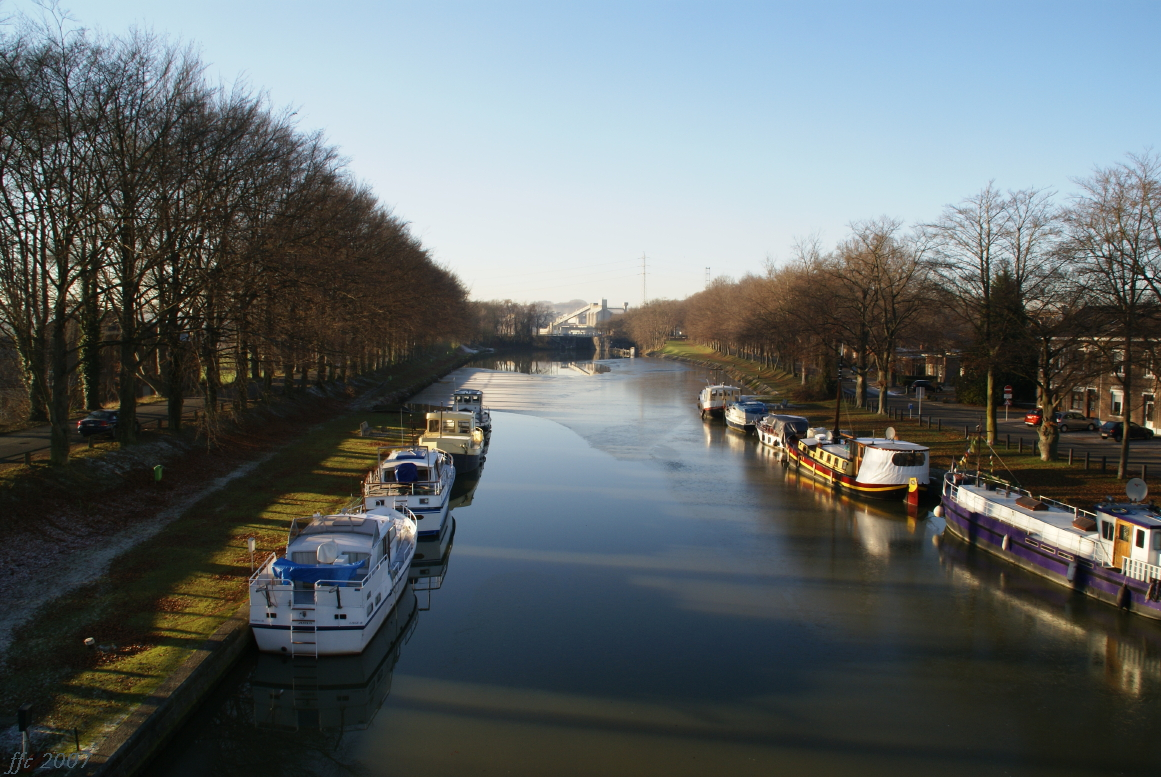
Het kanaal van Visé tussen de Maas en het Albertkanaal

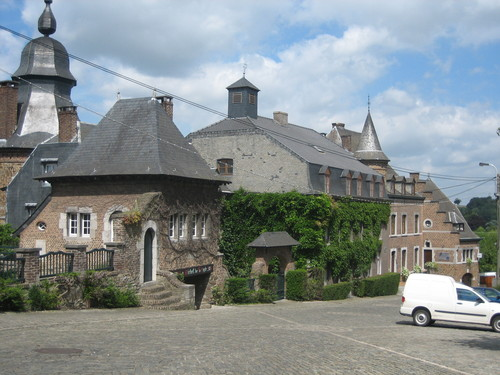
Dalhem

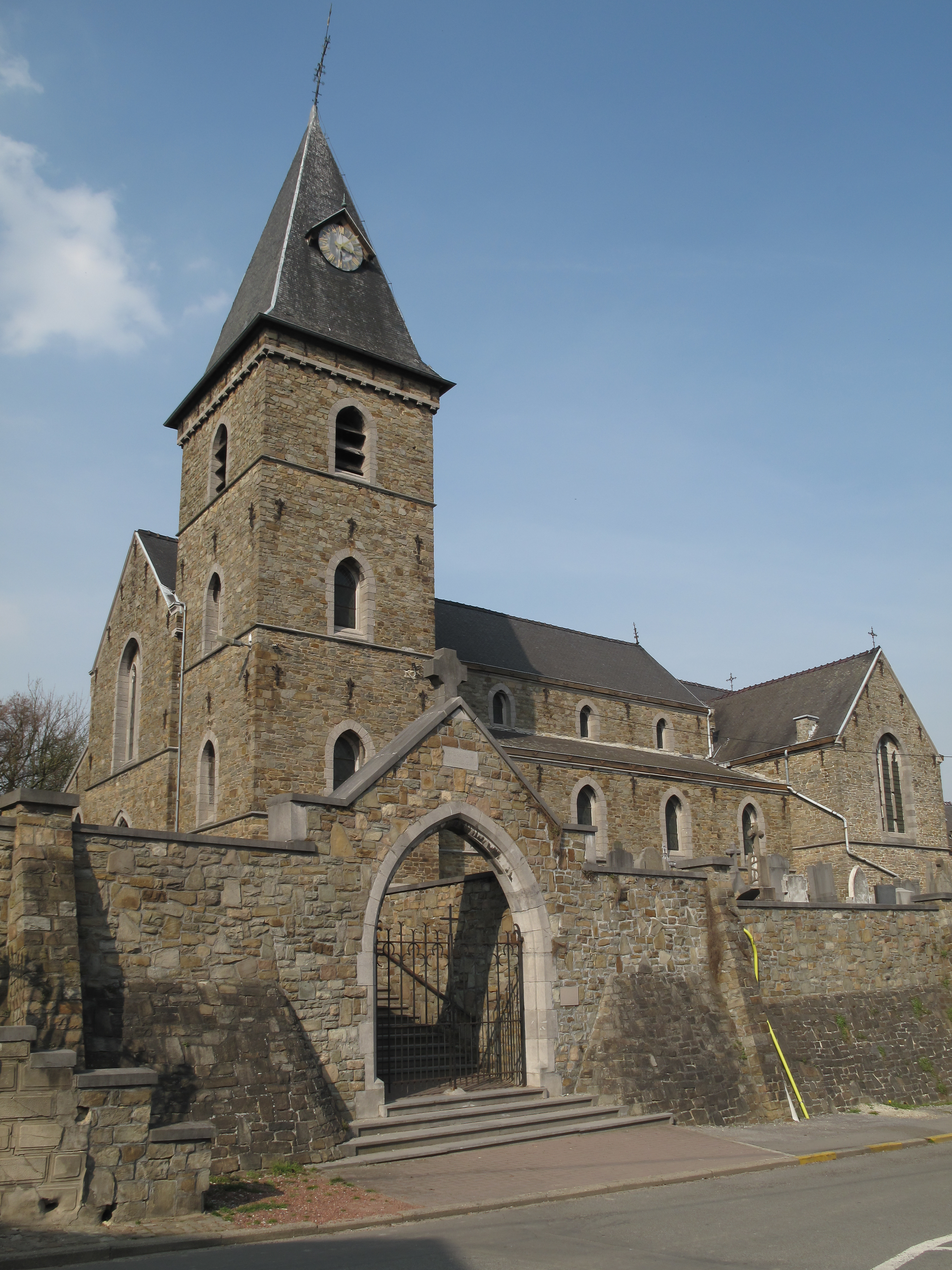
Kerk van Heure-le-Romain

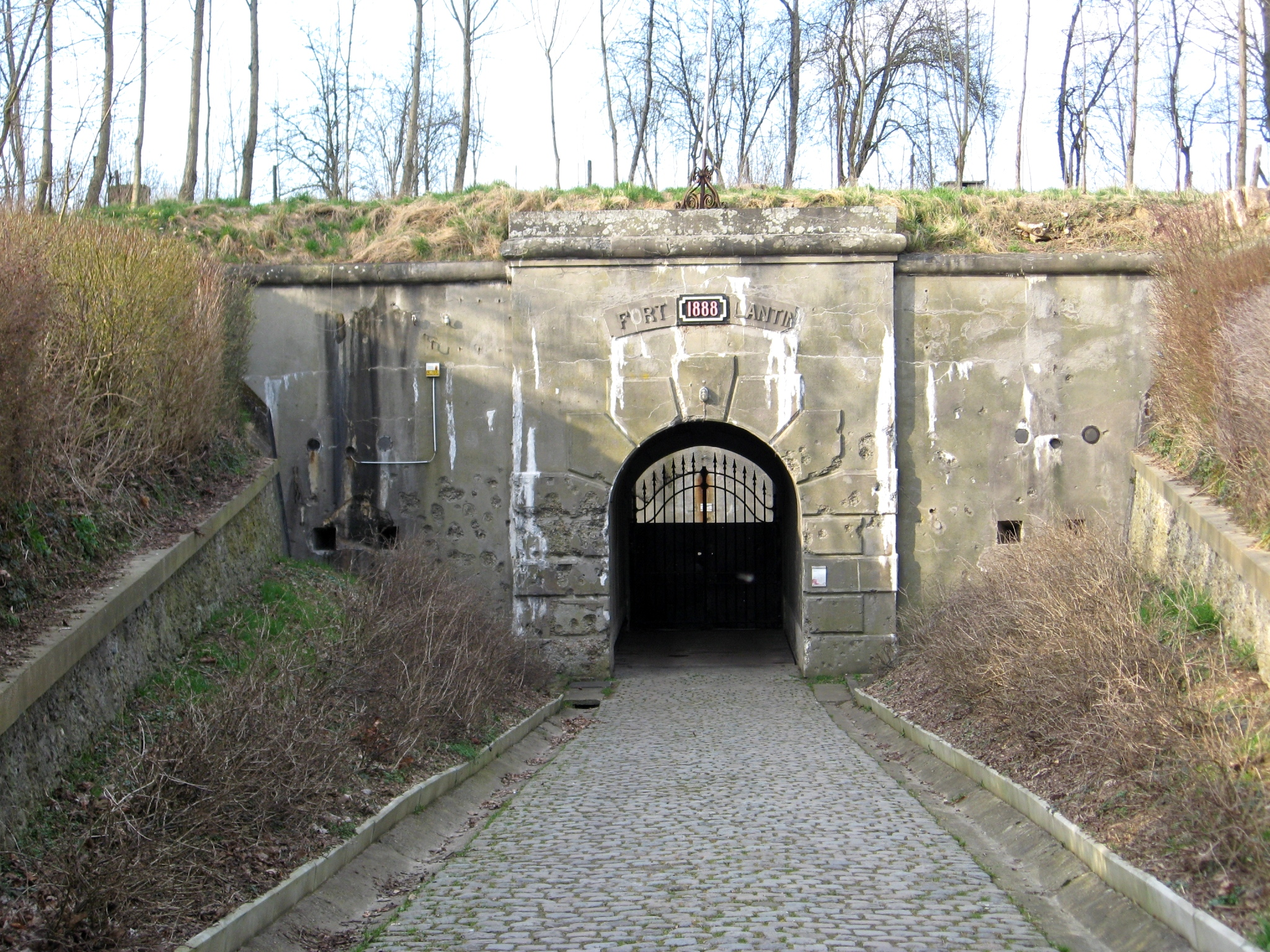
Fort van Lantin

Basse-Meuse (Nederlands: Neder-Maas) is een regio in de Belgische provincie Luik grenzende aan de oever van de Maas tussen de Waalse stad Luik en de Nederlandse stad Maastricht. Deze regio is vertegenwoordigd door het toerismebureau van Basse-Meuse.

## Ligging
Het toerismebureau vertegenwoordigt de 47 plaatsjes in de gemeenten Bitsingen, Blegny, Dalhem, Herstal, Juprelle, Oupeye en Wezet. De laatstgenoemde stad houdt de zetel van het toerismebureau.
De oostelijke kant van Basse-Meuse bestaat uit de Haspengouw-vallei (Juprelle, Herstal en Oupeye), de Jeker-Vallei (Bitsingen), de Maas-vallei (Wezet en Herstal) en de westelijke kant het Land van Herve (Blegny en Dalhem).

## Activiteiten en tradities
Tevens wordt er carnaval gevierd in de regio. De "Carnaval Noir" van Houres in Emael en "Les Miracles de Haccourt" in Haccourt zijn daar de meest bekende varianten van. De carnaval wordt tevens gevierd in Heure-le-Romain, Wonck, Hermée, Fexhe-Slins, Glaaien, Vottem en Bitsingen.
In Visé zijn tevens de drie schuttersgildes een zeer oude traditie. Deze drie gildes zijn: de kruisboogschutters sinds 1310 (les Arbalétriers, ook wel de Blauwen genoemd), de oude haakbusschutters sinds 1579 (les Anciens Arquebusiers, ook wel de Roden genoemd) en ten slotte de vrije haakbusschutters sinds 1910 (les Francs Arquebusiers, ook wel de Vrijen genoemd).
De Cramignon dateert uit de zestiende eeuw en vindt plaats tussen mei en oktober. Cramignons zijn reidansen (farandoles) die door de straten van de dorpen worden gedanst. De deelnemende paren zijn gekostumeerd: lange galajurk voor de meisjes en een smoking voor de jongens. Dit wordt gevierd in bijna de hele Basse-Meuse, met name in de valleien van de Jeker, de Maas en de Bolland.
De Carnaval des Hoûres, de drie schuttersgildes van Visé en de Cramignon zijn bovendien allemaal opgenomen op de Lijst van Meesterwerken van het Mondeling en Immaterieel Erfgoed van de Federatie Wallonië-Brussel.

## Musea en bezienswaardigheden
De Steenkoolmijn van Blegny, een voormalige steenkolenmijn die op de UNESCO werelderfgoedlijst staat. De voormalige verdedigingsforten van de stad Luik zoals Fort Pontisse, Fort Eben-Emael, Fort Barchon, Fort Lantin en Fort Aubin-Neufchâteau behoren tot de restanten van het rijke industriële en militaire verleden van Luik.

### Architectuur
- de oude binnenstad van Dalhem
- de Toren van Eben-Ezer in Eben-Emael

### Natuur
- Sint-Pietersberg die vanaf Maastricht tot Eben-Emael loopt
- de Jekervallei bij Eben-Emael
- Route des Vergers, fietsroute door de Voerstreek, het Land van Aubel en het Land van Herve, beginnende in Hagelstein
- De meren en de vijvers van de Heilige Juliana, bij Argenteau
- het paaigebied van Hemlot
- het eiland van Franche Garenne in Hermalle-sous-Argenteau
- het Robinson-eiland in Wezet
- het vleermuizenreservaat in het Fort van Pontisse

## Economie
Het Albertkanaal en de Maas zorgen voor genoeg activiteit rondom deze wateren. De sluizen van Ternaaien, het bouwbedrijf "Liège Trilogiport", de staalfabriek van Chertal en de wapenfabriek van het Waalse gewest, genaamd Fabrique Nationale de Herstal zijn de grootse ondernemingen rond deze wateren.
Basse-Meuse wordt doorkruist door drie snelwegen, namelijk de E25, E40 en de E313, heeft Basse-Meuse direct contact met de aangrenzende regio's en landen. Het bedrijventerrein van Hauts-Sarts  ligt precies tussen twee snelwegen.
De regio van Oupeye staat bekend om zijn fruit.